# جينيفر مكمان (كاتبة)
جينيفر مكمان (بالإنجليزية: Jennifer McMahon)‏ (1968)؛ روائية أمريكية.